# Nick Macpherson
Nicholas Ian Macpherson, baron Macpherson de Earl Court, né le 14 juillet 1959, est un ancien haut fonctionnaire britannique. Il est secrétaire permanent au Trésor de 2005 à 2016.
Il est anobli pair à vie dans les honneurs de démission de David Cameron et rejoint la Chambre des lords le 4 octobre 2016.

## Jeunesse
Il est le fils d'Ewen Macpherson, propriétaire du domaine Attadale à Wester Ross en Écosse, et de Nicolette (décédée en 2018), fille de Vincent van der Bijl, d'Afrique du Sud. Attadale est acheté en 1952 par Ian Macpherson, dont le grand-père, Hugh Macpherson, vice-principal du King's College, à Aberdeen, a acheté l'île d'Eigg lors de sa vente par le clan Ranald en 1827. Hugh Macpherson est un neveu de Sir John Macpherson, gouverneur général du Bengale de 1785 à 1786 ,.
Macpherson fait ses études à Ashdown House et au Collège d'Eton. Il fréquente le Balliol College d'Oxford (où il étudie la politique et l'économie) et l'University College de Londres.

## Carrière
Macpherson travaille d'abord comme économiste à la CBI[Quoi ?] et à Peat Marwick Consulting.
Macpherson entre au Trésor en 1985. De 1993 à 1997, il est premier directeur de cabinet du chancelier de l'Échiquier et supervise la transition de Kenneth Clarke à Gordon Brown comme chancelier. De 1998 à 2001, il est directeur de la réforme de la protection sociale. De 2001 à 2004, il dirige la Direction des services publics, où il gère les examens des dépenses de 2000 et 2002. De 2004 à 2005, Macpherson dirige la Direction du budget et des finances publiques, où il est responsable de la politique fiscale et du processus budgétaire.
Macpherson succède à Sir Gus O'Donnell comme secrétaire permanent du Trésor, lorsque ce dernier est nommé secrétaire du cabinet et chef de la fonction publique en 2005. Macpherson prend de l'importance lors du référendum sur l'indépendance écossaise de 2014 lorsqu'il conseille à George Osborne de ne pas conclure une union monétaire avec un État indépendant écossais, ce qui est contraire aux plans initiaux du Scottish National Party. Il démissionne du Trésor le 31 mars 2016 .
Macpherson est chercheur invité au Nuffield College d'Oxford et professeur invité au King's College de Londres .
Macpherson est président de C. Hoare &amp; Co et membre du conseil d'administration de British Land et du Scottish American Investment Trust .

## Vie privée
Il est le père de Fred Macpherson, chanteur et chanteur du groupe de rock indépendant Spector .
Macpherson est nommé Chevalier Commandeur de l'Ordre du Bain (KCB) dans les honneurs du Nouvel An 2009, et promu Chevalier Grand-Croix du même Ordre (GCB) dans les honneurs d'anniversaire 2015 .
Macpherson reçoit une pairie à vie dans les honneurs de démission du Premier ministre 2016 et est créé baron Macpherson d'Earl's Court, d'Earl's Court dans le Borough royal de Kensington et Chelsea, le 4 octobre .